# Nahuel and the Magic Book
Nahuel and the Magic Book (spanisch Nahuel y el Libro Mágico) ist ein chilenisch-brasilianischer Animationsfilm, welcher erstmals am 15. Juni 2020 auf dem Festival d’Animation Annecy 2020 gezeigt wurde und danach auf vielen weiteren Festivals. Die Geschichte erzählt vom Jungen Nahuel, der seine Angst vor dem Meer überwinden muss, um seinen Vater zu retten.

## Inhalt
Der junge Nahuel lebt mit seinem Vater in einem Fischerdorf, aber er hat eine tiefe Angst vor dem Meer. Er versucht dennoch seinem Vater, einem Fischer, so gut es geht zu helfen. Doch die beiden haben eine recht kühle und distanzierte Beziehung zueinander. Nahuel denkt, dass sein Vater von ihm wegen seiner Angst vor dem Meer enttäuscht sei. Eines Tages entdeckt Nahuel das Zauberbuch Levisterio, das ihm die Lösung seiner Probleme verspricht. Aber das Buch wird auch vom ehrgeizigen Zauberer Kalku gesucht. Der trennt Nahuel und seinen Vater während eines tobenden Sturmes voneinander. Nahuel findet sich allein auf dem Meer, während sein Vater vom Zauberer gefangen genommen wird. Der Junge muss nun seine Ängste überwinden, um seinen Vater zu retten.

## Charaktere
| Rolle   | Stimme           |
| ------- | ---------------- |
| Nahuel  | Consuelo Pizarro |
| Fresia  | Muriel Benavides |
| Kalku   | Marcelo Liapiz   |
| Antonio | Jorge Lillo      |

- Nahuel ist ein neugieriger, schüchterner und introvertierter 12-Jähriger. Er wird von Calfunao und Rorro gemobbt, weil er große Angst vor dem Meer hat.
- Fresia ist ein junger Mapucheaner und Zauberer, der Nahuel Schutz bietet und ihm hilft, seinen Vater und möglicherweise seine Liebe zu finden.
- Kalku ist der Antagonist des Films und ein Zauberer, der alle Krähen kontrolliert und Nahuels Vater entführt hat.
- Antonio ist Nahuels Vater und Fischer. Er leidet emotional unter dem Tod seiner Frau.

## Produktion
Die Produktion des Films fand bei Punkrobot Animation Studio in Kooperation mit Red Brasil statt Produktionsunternehmen war Carburadores, als Produzenten traten German Acuña, Patricio Escala und Sebastián Ruz auf. Acuña führte Regie und schrieb zusammen mit Juan Pablo Sepúlveda das Drehbuch. Florencia Atria war für die künstlerische Leitung verantwortlich, Luna Vargas entwarf die Charakterdesigns. Die Musik komponierte Cristobal Carvajal.

## Veröffentlichung, Nominierungen und Auszeichnungen
Die Premiere des Films fand am 15. Juni 2020 beim Festival d’Animation Annecy statt. Es folgten Aufführungen bei vielen weiteren Festivals. Erstaufführung in Deutschland war am 10. Oktober 2020 beim Internationalen Filmfestival Schlingel unter dem Titel Nahuel and the Magic Book. Im Juni 2021 wurde Nahuel laut Variety an HBO in Osteuropa verkauft. Am 20. Januar 2022 kam der Nahuel in die chilenischen Kinos.
| Veranstaltung                                        | Datum              | Kategorie                       | Ergebnis  |
| ---------------------------------------------------- | ------------------ | ------------------------------- | --------- |
| Festival d’Animation Annecy                          | 15. Juni 2020      | Spielfilm                       | Nominiert |
| Chilemonos International Animation Film Festival     | 4. Oktober 2020    | Largometrajes Latino Americanos | Gewonnen  |
| Internationales Filmfestival Schlingel               | 10. Oktober 2020   | Film in voller Länge            | Nominiert |
| New York International Children’s Film Festival      | 6. März 2021       | Spotlight öffnen                | Nominiert |
| Tokyo Anime Award                                    | 12. März 2021      | Auszeichnung für Exzellenz      | Gewonnen  |
| Toronto Animation Arts Festival International        | 25. März 2021      | Film in voller Länge            | Nominiert |
| Buenos Aires International Independent Film Festival | 28. März 2021      | Kleine BAFCI                    | Nominiert |
| Seattle International Film Festival                  | 8. April 2021      | Film in voller Länge            | Nominiert |
| Premios Quirino                                      | 29. Mai 2021       | Nahuel und el Libro Mágico      | Nominiert |
| Transylvania International Film Festival             | 25. Juli 2021      | Spielfilm                       | Nominiert |
| Cinemagic Dublin                                     | 30. Juli 2021      | Film in voller Länge            | Nominiert |
| Zlin Film Festival                                   | 9. September 2021  | Film in voller Länge            | Nominiert |
| Viborg Animation Festival                            | 27. September 2021 | Spielfilm                       | Nominiert |
| Buster Film Festival                                 | 27. September 2021 | Film in voller Länge            | Nominiert |
| Cinemateket                                          | 7. Oktober 2021    | Film in voller Länge            | Nominiert |
| Latin America Film Festival                          | 8. Oktober 2021    | Film in voller Länge            | Nominiert |
| Cine Magnifico                                       | 16. Oktober 2021   | Film in voller Länge            | Nominiert |
| Animation ist Film                                   | 23. Oktober 2021   | Film in voller Länge            | Nominiert |
| LatinAmerika i Fokus                                 | 31. Oktober 2021   | Film in voller Länge            | Nominiert |
| Film Frasnor                                         | 11. November 2021  | Film in voller Länge            | Nominiert |